# (74144) 1998 QV77
(74144) 1998 QV77 – planetoida z pasa głównego asteroid okrążająca Słońce w ciągu 4,42 lat w średniej odległości 2,69 j.a. Odkryta 24 sierpnia 1998 roku.